# Zkazky z planety Země
Zkazky z planety Země (anglicky Tales from Planet Earth) je sbírka 14 povídek spisovatele Arthura Charlese Clarka. Vyšla v roce 1990.
Česky knihu vydala nakladatelství Knižní klub (1996) a Baronet (1996 a 2011).
Jednotlivé povídky obsahují prolog, několik vět k historii povídky. Společným jmenovatelem těchto literárních děl, jak vyplývá z názvu, je planeta Země. V některých povídkách se objevuje vědec Harry Purvis, Clarkova fiktivní literární postava.
Kniha obsahuje předmluvu napsanou přítelem A. C. Clarka, americkým spisovatelem žánru sci-fi Isaacem Asimovem. Asimov uvádí, že jsou si s Clarkem ve své tvorbě podobní, oba preferují podžánr zvaný hard science fiction, v němž uplatňují své vědecké vzdělání. Udržují navzájem přátelský vztah a rádi si vyměňují drobné škodolibosti.

## Obsah sbírky
- Silnice k moři ("The Road to the Sea")
- Nenávist ("Hate")
- Reklamní kampaň ("Publicity Campaign")
- Ten druhý tygr ("The Other Tiger")
- Hluboké pastviny ("The Deep Range")
- Kdybych na tebe zapomněl, Země ("If I Forget Thee, Oh Earth...")
- Kruté nebe ("The Cruel Sky")
- Parazit ("The Parasite")
- Příští nájemníci ("The Next Tenants")
- Východ Saturnu ("Saturn Rising")
- Muž, který přeoral moře ("The Man Who Ploughed the Sea")
- Stěna z temnoty ("The Wall of Darkness")
- Lev z Comarre ("The Lion of Comarre")
- O zlatých mořích ("On Golden Seas")

## Česká vydání
- Zkazky z planety Země, 1.vydání, Knižní klub, 1996, ISBN 80-7176-426-4, překlad Veronika Volhejnová, 304 stran, vázaná, autor obálky: Valentino Sani
- Zkazky z planety Země, 2.vydání, Baronet, 1996, ISBN 80-85890-81-X, překlad Veronika Volhejnová, 303 stran, vázaná, autor obálky: Valentino Sani
- Zkazky z planety Země, 3.vydání, Baronet, 2011, ISBN 978-80-7384-368-7, překlad Veronika Volhejnová, 304 stran, vázaná s papírovým přebalem, autor obálky: Jan Ungrád